# Викторовка (Харьковская область)
Ви́кторовка (укр. Вікторівка; до 2016 г. Черво́ная либо Кра́сная Ни́ва) — посёлок, Червононивский сельский совет, Богодуховский район, Харьковская область, Украина.
Код КОАТУУ — 6320888801. Население по переписи 2001 г. составляет 435 (202/233 м/ж) человек.
Является административным центром Червононивского сельского совета, в который, кроме того, входит село
Байрак.

## Географическое положение
Посёлок Викторовка находится в 2-х км от реки Мерчик (левый берег). В 0,5 км на востоке расположено село Байрак. Село окружено большими садовыми массивами.

## История
- 1928 — дата основания.

## Экономика
- Совхоз «Красная нива» специализации овощи, молоко.

## Объекты социальной сферы
- Школа I—II ступеней.
- Фельдшерско-акушерский пункт.
- Клуб.

## Достопримечательности
- Братская могила советских воинов. Похоронены павших 24 воина.